# Hôtel Royal (Maisons-Laffitte)

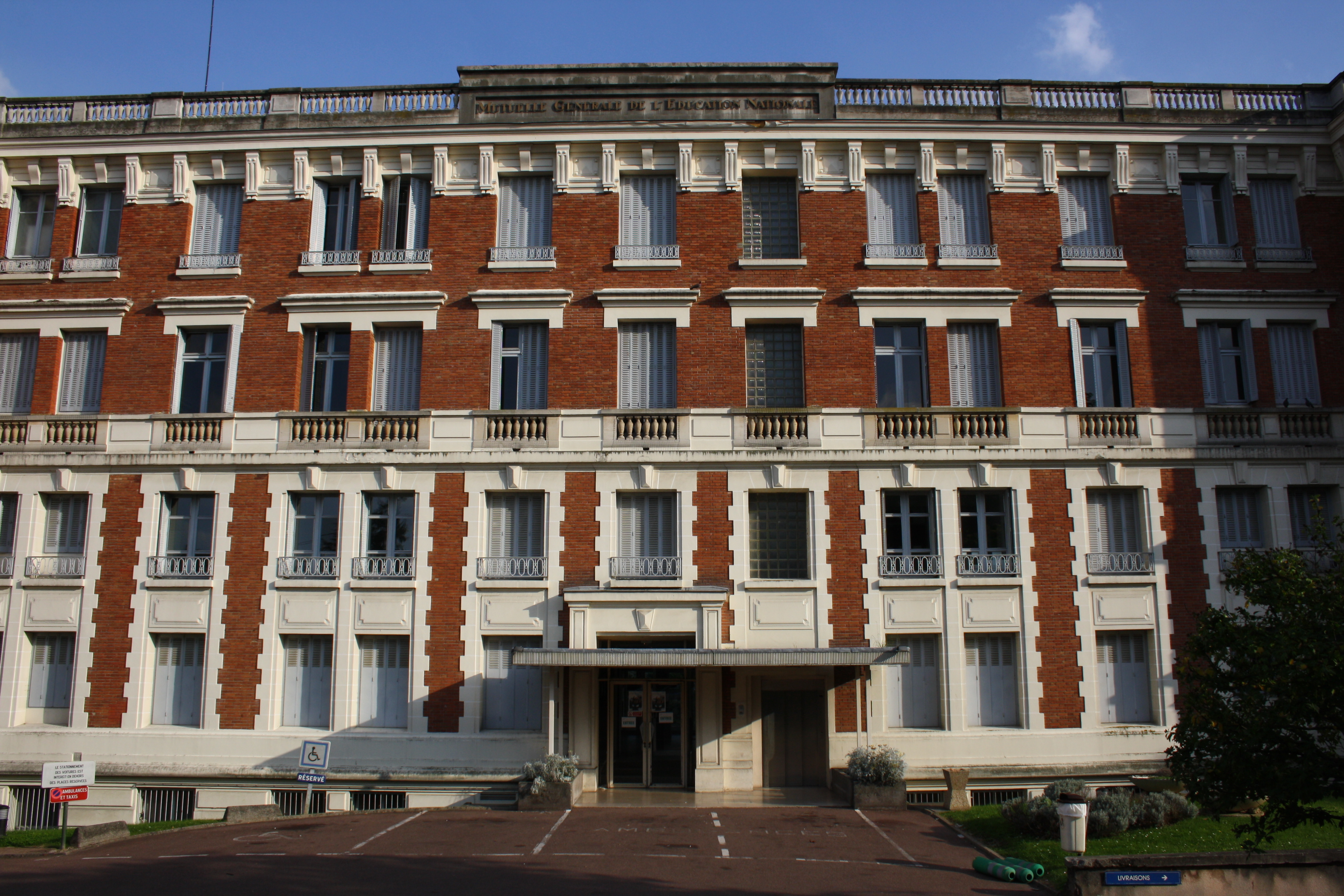
Hôtel Royal in Maisons-Laffitte

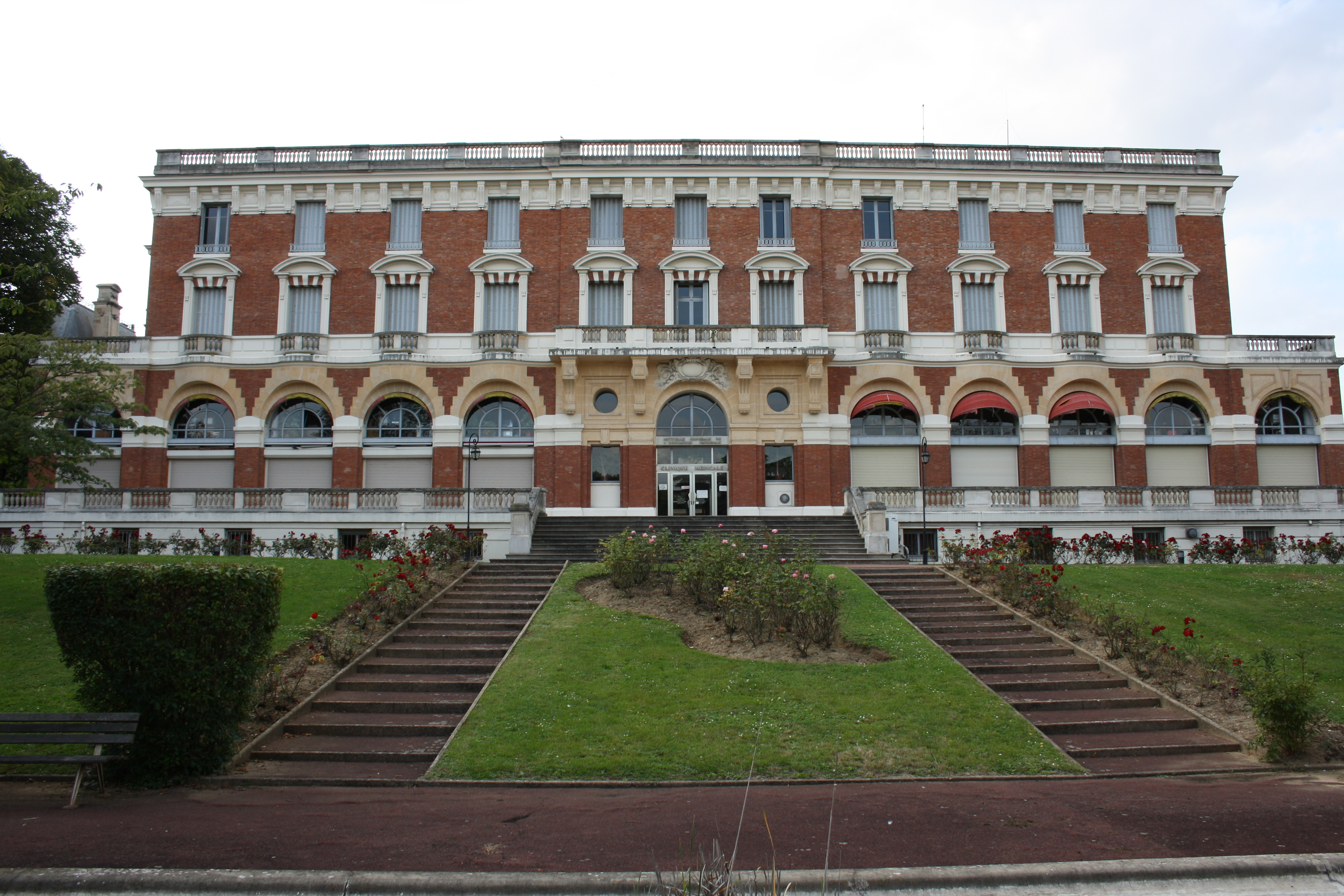
Parkseite

Das Hôtel Royal in Maisons-Laffitte, einer französischen Stadt im Département Yvelines der Region Île-de-France, wurde 1910 errichtet. Das ehemalige Luxushotel mit Restaurant an der Avenue Louvois Nr. 1 und der Avenue Henry Marcel ist seit 1930 als Monument historique geschützt.
Das Hôtel Royal wurde nach Plänen des Architekten Charles Holl mit Backsteinmauerwerk und Hausteinen aus Kalkstein errichtet. Es ist inspiriert von den Bauwerken des Architekten François Mansart (1598–1666).
Ab dem Jahr 1915, während des Ersten Weltkriegs, wurde das Gebäude als Militärkrankenhaus genutzt. Nach dem Verkauf im Jahr 1920 richtete der neue Besitzer ein Privatkrankenhaus darin ein. Im Jahr 1948 wurde dieses von der Mutuelle générale de l'Éducation nationale übernommen.